# Matt Terry
Matt Terry, né le 20 mai 1993 à Bromley, Londres, Angleterre, est un chanteur anglais ayant remporté la treizième saison du télé-crochet britannique The X Factor en décembre 2016. Il a vendu 237 056 exemplaires de son premier single, "When Christmas Comes Around, un titre original écrit par Ed Sheeran.

## Parcours lors deThe X Factor
| Parcours lors de The X Factor | Parcours lors de The X Factor                         | Parcours lors de The X Factor  | Parcours lors de The X Factor |
| Show                          | Chanson                                               | Résultat                       |                               |
| ----------------------------- | ----------------------------------------------------- | ------------------------------ | ----------------------------- |
| Auditions                     | "Stand by Me"                                         | Through to bootcamp            |                               |
| Bootcamp                      | "See You Again" (with Tom and Laura, and Aeron Smith) | Through to six-chair challenge |                               |
| Six-chair challenge           | "When I Was Your Man"/"Secret Love Song"              | Through to judges' houses      |                               |
| Judges' houses                | "She's Out of My Life"                                | Through to live shows          |                               |
| Live show 1                   | "You Don't Own Me"                                    | Safe                           |                               |
| Live show 2                   | "I Heard It Through the Grapevine"                    | Safe                           |                               |
| Live show 3                   | "I'll Be There"                                       | Safe                           |                               |
| Live show 4                   | "I Put a Spell on You"                                | Safe                           |                               |
| Live show 5                   | "I'm Your Man"                                        | Safe                           |                               |
| Live show 6                   | "Best of My Love"                                     | Safe                           |                               |
| Live show 7                   | "Writing's on the Wall"                               | Safe                           |                               |
| Live show 8                   | "Secret Love Song, Pt. II"                            | Safe                           |                               |
| Live show 8                   | "Alive"                                               | Safe                           |                               |
| Semi-final                    | "Silent Night" (Douce nuit, sainte nuit)              | Bottom two                     |                               |
| Semi-final                    | Say You Love Me (en)                                  | Bottom two                     |                               |
| Semi-final results            | "Hurt" (sing-off song)                                | Saved by the judges            |                               |
| Finale                        | "Take Me Home"                                        | Safe                           |                               |
| Finale                        | "Purple Rain" (duet with Nicole Scherzinger)          | Safe                           |                               |
| Finale                        | "Writing's on the Wall"                               | Winner                         |                               |
| Finale                        | "One Day I'll Fly Away"                               | Winner                         |                               |
| Finale                        | "When Christmas Comes Around"                         | Winner                         |                               |

## Discographie

### Singles
| Titre                         | Année | Classements | Classements | Classements | Classements | Album | Certifications                   |
| Titre                         | Année | UK          | FIN (DL)    | IRE         | SCO         | Album | Sales                            |
| ----------------------------- | ----- | ----------- | ----------- | ----------- | ----------- | ----- | -------------------------------- |
| "When Christmas Comes Around" | 2016  | 3           | 14          | 28          | 2           | TBA   | BPI: Silver Royaume-Uni: 237,056 |